# Reid Anderson (Musiker)

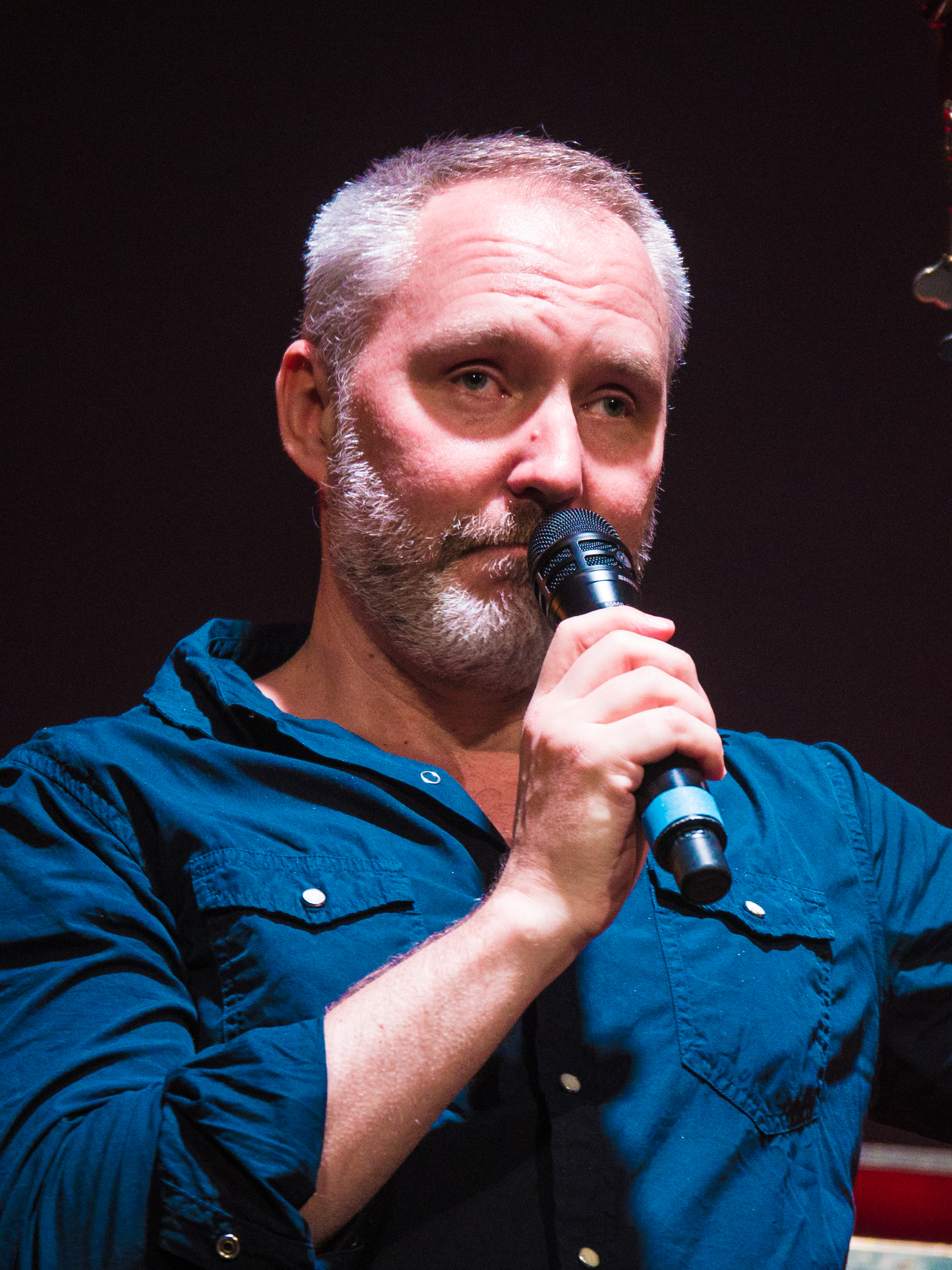
Reid Anderson

Reid Anderson (* 15. Oktober 1970 in Minnesota) ist ein US-amerikanischer Jazz-Bassist und Komponist.
Reid Anderson wurde bekannt als Mitglied der Band The Bad Plus mit dem Pianisten Ethan Iverson und dem Schlagzeuger Dave King. Außerdem arbeitet er in der New Yorker Jazzszene mit seinem eigenen Trio, das seit 1998 aus dem Schlagzeuger Jorge Rossy und dem Saxophonisten Mark Turner besteht. Mit der Formation nahm er 1997 das Album Dirty Show Tunes für Fresh Sound auf. Ein Jahr später entstand Abolish Bad Architecture, bei dem Jeff Ballard Rossy am Schlagzeug ersetzte. 1999 wirkte Anderson an Orrin Evans’ Album Listen to the Band mit.

Im Jahr 2000 gründete Anderson eine neue Formation mit Andrew D’Angelo, Bill McHenry, Ben Monder und Marlon Browden, mit der er das Album The Vastness of Space aufnahm. Das Album enthielt auch zwei Kompositionen von Anderson, die auch zum Repertoire von The Bad Plus gehören sollten, „Prehensile Dream“ und „Silence Is the Question“. Mit The Bad Plus nahm Anderson dann 2003 für Columbia Records These Are the Vistas auf; 2003 folgte das Album Give. Ab 2017 arbeitete er mit Tim Berne und Chris Speed (Broken Shadows Live, 2020).
Anderson wirkte außerdem an Aufnahmen von Uri Caine (The Goldberg Variations, 2000), Fred Hersch (Songs Without Words, 2000) und Ethan Iverson (Construction Zone, 1998) mit.